# Le Suicidé
Pour la pièce de Nikolaï Erdman, voir Le Suicidé (pièce de théâtre).
Le Suicidé est un tableau peint par Édouard Manet entre 1877 et 1881. Il fait partie de la collection Emil G. Bührle, à Zurich, en Suisse.

## Description
Le tableau représente un homme en tenue de soirée, gisant sur le bord d'un lit, du sang s'écoulant d'une blessure par balle à son abdomen. Il tient un revolver de la main droite, indiquant qu'il vient de se suicider.

## Inspiration
Ce qui a inspiré Manet pour ce tableau n'est pas clair. Il pourrait s'agir du suicide par pendaison de son jeune assistant Alexandre, en 1859 ou 1860, ou bien d'un article d'Émile Zola à propos du suicide par balle de Jules Holtzapffel en 1866. Bien que Manet ait abordé occasionnellement le thème de la mort dans son œuvre, la manière dont il le fait ici est assez atypique.

## Histoire
La date à laquelle le tableau a été peint n'est pas connue avec certitude, ; certains auteurs,, donnent 1877 et d'autres, donnent 1881.
Manet a fait don du tableau en 1881 pour une vente aux enchères organisée par le peintre Pierre Franc-Lamy au profit du compositeur Ernest Cabaner, alors au sanatorium.
Le tableau a appartenu à Paul Durand-Ruel, à Auguste Pellerin, et au baron Hatvany, avant d'entrer en 1948 dans la collection E.G. Bührle.

## Critiques
Adolphe Tabarant décrit ce tableau comme un « incident de palette ». Pour d'autres, il met en évidence que Manet, dans son œuvre tardive (il est mort deux ans après avoir achevé la toile), « vit dans la figure de l'artiste un symbole moderne de la passion, transformant l'artiste en une figure du Christ ». Selon Georges Bataille, le tableau « manifeste [...] clairement un désir de nier — ou de surmonter — l'horreur et de la réduire à la naïveté de la lumière ».

## Dans la fiction

### Cinéma
- Le tableau est au cœur de Frantz de François Ozon sorti en 2016, avec Pierre Niney et Paula Beer ; plusieurs scènes sont situées au Louvre dans l'immédiate après-Première Guerre mondiale, dont la dernière scène se déroule face au tableau, qui fait dire à l'héroïne qu'il lui donne « envie de vivre ».